# Jaap Kersten

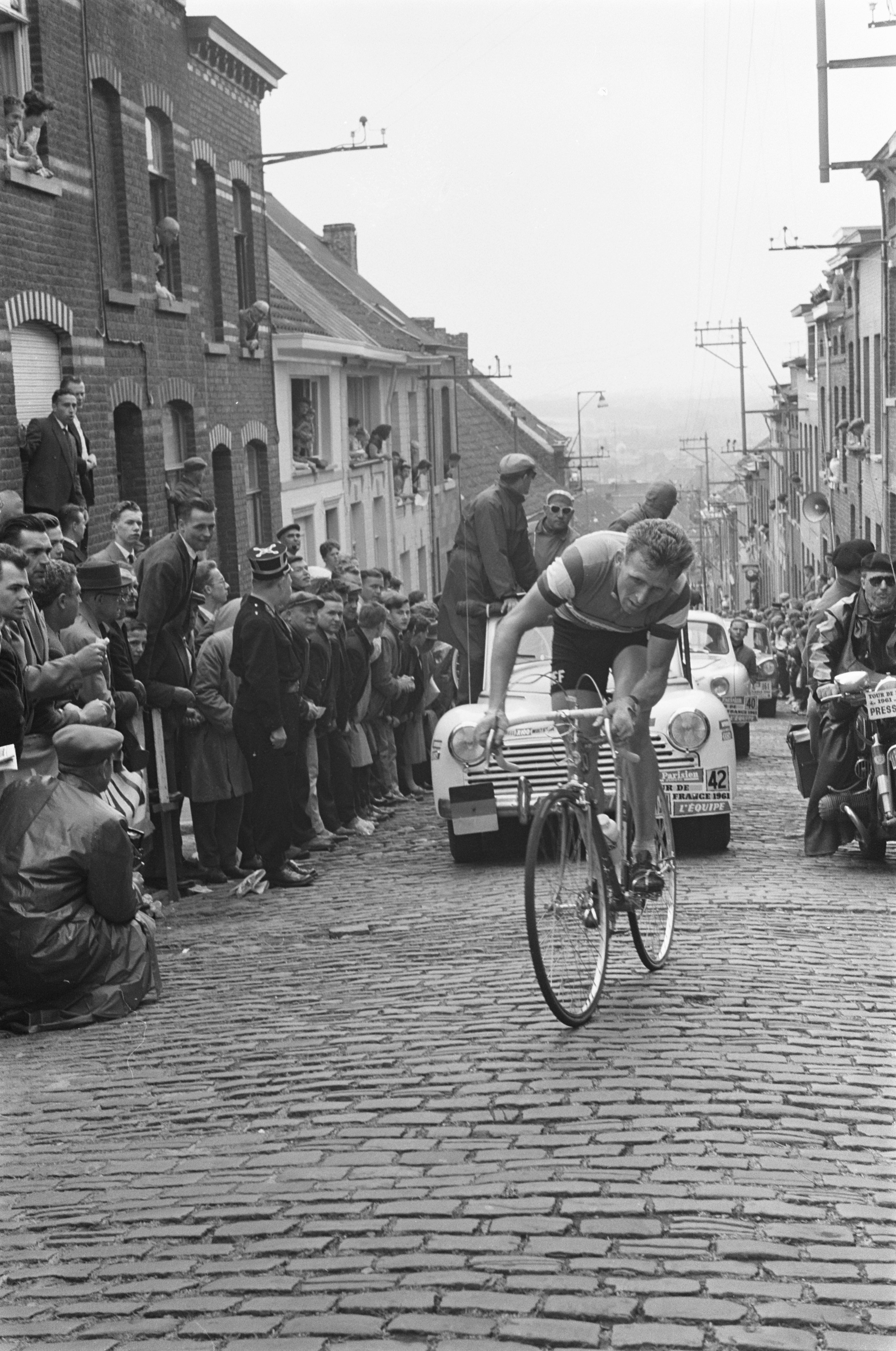
Jaap Kersten tijdens de klim in Geraardsbergen, Tour de France 1961

Jaap Kersten (Siebengewald, 10 november 1934) is een voormalig Nederlands wielrenner.
Kersten was professioneel wielrenner van 1957 tot 1965. Hij nam vijf maal deel aan de Ronde van Frankrijk en haalde alle keren de finish in Parijs. In de Tour van 1958 ontpopte hij zich als een meesterknecht voor de Luxemburger Charly Gaul, die deze ronde won.
Zijn grootste persoonlijke succes in de Tour behaalde hij in 1961, toen hij tweede werd in de dertiende etappe. Als lid van een kopgroep van twaalf renners, werd hij verslagen door de Franse sprintspecialist André Darrigade.

## Belangrijkste overwinningen
1961
- 9e etappe deel b Ronde van Nederland

## Resultaten in voornaamste wedstrijden[1]
| Jaar | Ronde van Italië | Ronde van Frankrijk | Ronde van Spanje |
| ---- | ---------------- | ------------------- | ---------------- |
| 1957 | 57e              | 45e                 |                  |
| 1958 |                  | 44e                 | opgave           |
| 1959 |                  | 50e                 |                  |
| 1960 |                  | 45e                 |                  |
| 1961 |                  | 58e                 |                  |
| 1962 |                  |                     |                  |

| Jaar | Ronde van Vlaanderen | Parijs-Roubaix | Luik-Bast.‑Luik | Parijs-Brussel | Parijs-Tours |
| ---- | -------------------- | -------------- | --------------- | -------------- | ------------ |
| 1957 |                      |                |                 |                |              |
| 1958 |                      |                |                 |                |              |
| 1959 | 5e                   |                | 12e             |                |              |
| 1960 | 64e                  | 38e            |                 |                | 20e          |
| 1961 |                      | 106e           |                 |                |              |
| 1962 | 30e                  | 38e            |                 | 16e            | 46e          |